# Lobinho
Lobinho é um personagem do universo de Walt Disney, inventado por Carl Fallberg. 
Apesar de ser filho do Lobão, tem uma boa alma e é amigo dos Três Porquinhos, chegando muitas vezes a atrapalhar os planos de seu terrível pai.
Sua primeira aparição nos quadrinhos foi na história Traps His Dad publicada em janeiro de 1945 nos Estados Unidos. Esta história foi publicada no Brasil em 1947 na revista Seleções Coloridas Walt Disney 7 com o título O Pequeno Lobo Mau.

## Nomes em outros idiomas
- Alemão: Kleiner Wolf
- Búlgaro: Малкия лош вълк
- Chinês: 小坏狼
- Croata: Vučko
- Dinamarquês: Lille Ulv
- Espanhol: Lobito
- Estoniano: Väike Hundu
- Finlandês: Pikku Hukka
- Francês: P'tit Loup
- Grego:Λυκόπουλο
- Holandês: De kleine Boze Wolf
- Inglês: Li'l Bad Wolf
- Islandês: Litli Grimmi Úlfur
- Italiano: Lupetto
- Japonês: ちびおおかみ
- Norueguês: Lilleulv
- Polonês: Mały Wilczek
- Romeno: Lupusor
- Russo: Волчек
- Sérvio: Вучко
- Sueco: Lilla Stygga Vargen
- Tcheco: Vlček